# 靖远黄河公铁大桥
靖远黄河公铁两用大桥，是一座平列式公路铁路两用桥，位于中国甘肃省白银市靖远县乌兰镇西北5公里，跨越黄河干流，承载白银至长征铁路支线和包兰公路。
该桥由兰州铁路局建设，铁道部第一勘测设计院设计，兰州铁路局乌鲁木齐铁桥工程队施工，于1970年开工建设，1974年4月铁路桥建成，1974年12月公路桥竣工，1975年1月通车，是甘肃省第一座公路铁路两用桥。桥长350.28米，共7跨，主跨5孔，副跨2孔。其中1跨32米、3跨64米，为栓焊连续工字钢桁架梁；3跨31.7米，为预应力钢筋混凝土T型梁。下部结构为钢筋混凝土圆形板。桥面宽9.44米，以铁路桥为轴心，两侧公路桥并列于钢桁梁托架上，车道及人行道各宽4.7米。设计荷载等级“汽-15”，地震基本烈度Ⅷ度，总投资397.6万元人民币。满足通航最低桥下弦高程为1,418.73米，设计洪水频率1/100，设计洪水流量9,370立方米/秒，设计水位1,405.64米。
2005年12月5日，白银市政府、甘肃省交通厅、兰州铁路局联合下达了《关于加强靖远黄河公铁两用大桥安全管理的通知》，在大桥的公路桥头入口采取了限制通行的措施，为了桥梁安全，只允许5吨以下客车、微型货车通行，设置栏障限高2.5米，限速20公里/小时，禁止大型车辆通过。